# Jaramana
Jaramana (tiếng Ả Rập: جرمانا) là một thành phố ở miền nam Syria, một phần hành chính của Tỉnh bang Dimashq ở đồng bằng Ghouta. Vị trí của nó, cách thủ đô Syria 3 km về phía đông nam, khiến nó trở thành một thị trấn nhộn nhịp ở khu vực đô thị lớn hơn Damascus, với dân số chủ yếu là Kitô giáo và Druze.

## Lịch sử
Jaramana đã được nhà địa lý người Syria Yaqut al-Hamawi đến thăm vào đầu thế kỷ 13 và ghi nhận đây là "một quận của Ghautah của Damascus".
Vào cuối năm 2012, Viện nghiên cứu chiến tranh mới cho biết đã có báo cáo của Ủy ban nổi tiếng (dân quân tự vệ địa phương được thành lập để bảo vệ cộng đồng khỏi các phần tử cực đoan vũ trang) và chính phủ Shabiha hợp tác chặt chẽ với các lực lượng chính phủ ở đó. Vào ngày 29 tháng 10 và ngày 28 tháng 11 năm 2012, thị trấn đã bị đánh bom xe hơi giết chết hơn 100 cư dân dân sự, bao gồm, một số người tị nạn Iraq và Palestine.

## Nhân khẩu học
Kể từ năm 2003 và bắt đầu Chiến tranh Iraq, một số lượng lớn người Iraq đã di cư đến Jaramana, làm tăng dân số từ khoảng 100.000 đến hơn 250.000. Theo điều tra dân số chính thức năm 2004, dân số của thành phố là 114.363 người.
Ngoài ra còn có một trại tị nạn của người Palestine gần thị trấn mang cùng tên. Jaramana là một điểm đến yêu thích của những người tị nạn Kitô giáo Assyria ở Iraq chạy trốn khỏi đất nước bất ổn của họ. Vào tháng 10 năm 2006, cộng đồng Assyria ở Jaramana cuối cùng đã nhận được một linh mục từ Mosul, Iraq. Linh mục Arkan Hana Hakim tuyên bố hiện có 2.000 người tị nạn người Assyria ở thị trấn Jaramana một mình.